# Brazza (Schiff)
Die Brazza war ein Passagierschiff der französischen Reederei Compagnie des Chargeurs Réunis, das von 1927 bis 1940 Passagiere, Fracht und Post von Bordeaux in die französischen Territorien von Französisch-Westafrika beförderte. Am 28. Mai 1940 wurde das Schiff vor Portugal von einem deutschen U-Boot versenkt, wobei 379 Passagiere und Besatzungsmitglieder umkamen.

## Das Schiff
Das Motorschiff Brazza wurde auf der Werft Ateliers et Chantiers de la Loire in Nantes gebaut, lief am 10. November 1923 vom Stapel und wurde 1924 fertiggestellt. Das Schiff lief unter dem Namen Camranh vom Stapel und wurde zunächst als Frachtschiff eingesetzt. Es gehörte der 1872 gegründeten Reederei Compagnie des Chargeurs Réunis an, die ihren Hauptsitz in Le Havre hatte und einen regen Passagier- und Frachtdienst zu den französischen Kolonien in Westafrika, aber auch nach Südamerika, dem Golf von Mexiko, Südafrika und Asien unterhielt. Le Havre war auch der Heimathafen der Brazza.
Die Brazza war 18,01 Meter breit und hatte einen maximalen Tiefgang von 8,87 Metern. Sie war mit zwei Schornsteinen und zwei Masten ausgestattet. Die Dieselmotoren, die auf zwei Schrauben wirkten, leisteten 1816 nominale Pferdestärken und beschleunigten das Schiff auf 14,5 Knoten (26,8 km/h). Sie wurde hauptsächlich auf der Route Bordeaux–Westafrika eingesetzt.
1927 wurde die Camranh in ein Passagierschiff umgebaut, wobei sich ihr Raumgehalt von 8898 BRT auf 10.193 BRT erhöhte. Das Schiff bekam zudem nach Pierre Savorgnan de Brazza in Brazza umbenannt. 1936 wurde der Schiffsrumpf auf 144,6 Meter verlängert, wodurch sich die Tonnage auf 10.387 BRT erhöhte. Die Passagierunterkünfte waren fortan für 178 Reisende Erster Klasse und jeweils 90 in der Zweiten und Dritten Klasse ausgelegt.

## Versenkung
Am Freitag, dem 24. Mai 1940 legte die Brazza in Bordeaux zu einer Überfahrt nach Casablanca, Westafrika und Neukaledonien ab. An Bord befanden sich 132 Besatzungsmitglieder und 444 Passagiere; insgesamt 576 Personen. Unter den Passagieren waren Frauen, Kinder und andere Zivilisten, aber auch französische Truppenteile. Das Kommando hatte der 51-jährige Kapitän François Pierre Marie Rébillard, ein Träger des Croix de guerre. Zur gewöhnlichen Ladung zählten Weine und Spirituosen.
Die Brazza fuhr in dem Konvoi 60-XF durch den Golf von Biskaya, löste sich jedoch aus nicht näher bekannten Gründen im Lauf der Fahrt von ihm. Am Donnerstag, dem 28. Mai, wurde sie an der Westküste Portugals von U 37 entdeckt, einem deutschen U-Boot des Typs IX A, das sich unter dem Kommando von Kapitänleutnant Victor Oehrn auf seiner fünften Feindfahrt befand.
Um 09.26 Uhr vormittags wurde das Schiff von zwei Torpedos aus den Heckrohren von U 37 getroffen und sank innerhalb von vier Minuten etwa 100 Seemeilen westlich von Porto auf der Position 42° 43′ N, 11° 0′ W. 79 Besatzungsmitglieder und 300 Passagiere kamen ums Leben, auch Kapitän Rébillard ertrank. Seine letzten Worte waren „Au revoir, les gars“ (auf Deutsch „Auf Wiedersehen, Jungs“). Die 197 Überlebenden wurden von dem Kanonenboot der französischen Marine Enseigne Henry und dem britischen Hilfskreuzer Cheshire geborgen. Die Brazza war das größte von U 37 versenkte Schiff und zudem das einzige Schiff der Konvoi-Route 60, das während des Zweiten Weltkriegs von einem deutschen U-Boot versenkt wurde.